# 2003 au Belize
Chronologie du Belize
- 1999
- 2000
- 2001
- 2002
- 2003
- 2004
- 2005
- 2006
- 2007

Cet article présente les faits marquants de l'année 2003 au Belize.

## Gouvernement
- Monarque : Élisabeth II
- Gouverneur général : Colville Young
- Premier ministre : Said Musa
- Ministre de la Défense : Sylvia Flores
- Ministre de l'Agriculture : Dan Silva (en)
- Ministre de la Culture : Mark Espat

## Statistiques
- x

## Évènements

### Non daté
- création de Speednet Communications Limited (en), une entreprise de communication qui propose principalement des services cellulaires sous la marque « SMART » et des services de téléphonie fixe.
- fondation du parti politique We the People Reform Movement (en).

### Janvier
- x

### Février
- 25 février : début des travaux de restauration du Bliss Institute[1].
- 27 février : inauguration d'une nouvelle aile de soins psychiatriques au Karl Heusner Memorial Hospital[2].

### Mars
- 5 mars : élections législatives béliziennes et élections municipales béliziennes.
- 7 mars : départ de La Ruta Maya, course de canoë-kayak[3].

### Avril
- x

### Mai
- x

### Juin
- Saison cyclonique 2003 dans l'océan Atlantique nord

### Juillet
- création du Belize International Film Festival (en), festival international qui a lieu à Belize City.

### Août
- 6 août : la mise en place d'un batardeau étant fini, le début de la construction du barrage Chalillo peut commencer[4].
- 29 août : Marla’s House of Hope, qui accueille des enfants maltraités, emménage dans de nouveaux locaux à Belmopan. Le bâtiment et le terrain ont été financé grâce aux dons de nombreux organismes et citoyens[5].

### Septembre
- 21 septembre : Fête nationale.

### Octobre
- x

### Novembre
- x

### Décembre
- x

## Sport
- Création du Tour du Belize.

## Décès
- 21 janvier : Nicholas Pollard Sr. (en), homme politique, anti-colonial et cofondateur du journal The Belize Times[6].
- 8 août : Agripino Cawich (en), homme politique et ministre[7].